# If Life Was Easy
If Life Was Easy je páté sólové studiové album velšského hudebníka Rogera Glovera, vydané 11. července 2011. Album produkovali Roger Glover a Peter Denenberg. Na albu se, mimo jiné, podíleli i Dan McCafferty a Pete Agnew ze skupiny Nazareth.

## Seznam skladeb
| Pořadí | Název                                   | Autor                           | Délka |
| ------ | --------------------------------------- | ------------------------------- | ----- |
| 1.     | Don't Look Now (Everything Has Changed) | Roger Glover, Randall Bramblett |       |
| 2.     | Box of Tricks                           | Roger Glover                    |       |
| 3.     | Moonlight                               | Roger Glover                    |       |
| 4.     | The Car Won't Start                     | Roger Glover                    |       |
| 5.     | The Dream I Had                         | Roger Glover                    |       |
| 6.     | Stand Together                          | Roger Glover, Randall Bramblett |       |
| 7.     | If Life Was Easy                        | Roger Glover                    |       |
| 8.     | Welcome to the Moon                     | Roger Glover                    |       |
| 9.     | Set Your Imagination Free               | Roger Glover, Gillian Glover    |       |
| 10.    | When Life Gets to the Bone              | Roger Glover                    |       |
| 11.    | When the Day Is Done                    | Roger Glover                    |       |
| 12.    | Staring Into Space                      | Roger Glover                    |       |
| 13.    | Get Away (Can't Let You)                | Roger Glover, Gillian Glover    |       |
| 14.    | The Ghost of Your Smile                 | Roger Glover                    |       |
| 15.    | Cruel World                             | Glover                          |       |
| 16.    | Feel Like A King                        | Roger Glover                    |       |

## Sestava
- Roger Glover – baskytara, zpěv, baglama, kytara, piáno, perkuse, harmonika, syntezátor
- Randall Bramblett – zpěv, saxofon, klávesy
- Joe Bonadio – bicí, perkuse
- Oz Noy – kytara
- Harvey Jones – syntezátor
- Eliot Denenberg – bicí
- Joe Mennonna
- Nick Moroch – kytara
- Dan McCafferty – zpěv
- Pete Agnew – zpěv
- Gillian Glover – zpěv
- Walther Gallay – zpěv
- Mickey Lee Soule – zpěv
- Sahaj Ticotin – zpěv
- Sim Jones
- Don Airey – pianet